# Fodina toulgoeti
Fodina toulgoeti là một loài bướm đêm trong họ Noctuidae.